# فاليري تشيخوف
فاليري تشيخوف (بالروسية: Валерий Чехов) (ولد في 27 نوفمبر 1955) لاعب شطرنج روسي يحمل لقب أستاذ كبير.

## الإنجازات
- فاز ببطولة العالم للشطرنج للشباب عام 1975.
- نال لقب أستاذ دولي عام 1975.
- نال لقب أستاذ كبير عام 1984.
- فاز بالمركز الأول بالتعادل في دورة لفوف عام 1983، ودورة 1983 في إركوتسك، ودورة برشلونة عام 1984، ودورة دريسدن عام 1985، ودورة برلين المفتوحة عام 1986.

## روابط خارجية
- فاليري تشيخوف على موقع الاتحاد الدولي للشطرنج (الإنجليزية)
- فاليري تشيخوف على موقع مباريات الشطرنج (الإنجليزية)
- فاليري تشيخوف على موقع 365Chess.com (الإنجليزية)
- فاليري تشيخوف على موقع Chesstempo.com (الإنجليزية)